# Hippolyte Auguste Marinoni

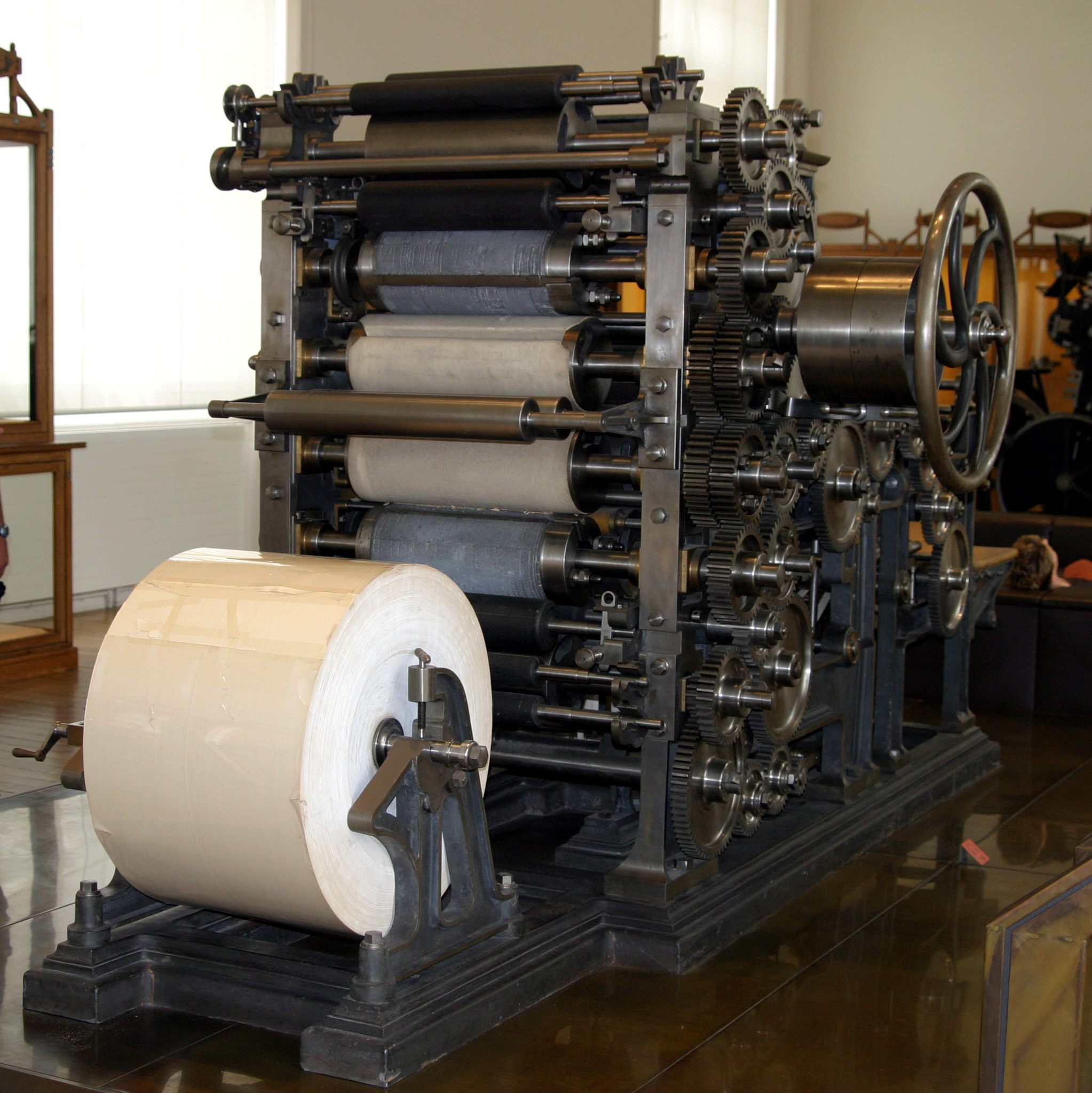
La Marinoni de 1883

Hippolyte Auguste Marinoni, né à Paris le 8 septembre 1823, où il meurt le 7 janvier 1904, est un constructeur de machines à imprimer, en particulier  la rotative à « cliché stéréo », et un patron de presse avec Le Petit Journal. On le considère comme un des fondateurs de la presse moderne.

## Biographie
Né à la caserne de gendarmerie de la barrière d'Enfer, Hippolyte Marinoni est d'origine italienne par son père, Ange-Joseph, originaire de Brescia ; ancien dragon des armées napoléoniennes, celui-ci était devenu brigadier de la Gendarmerie royale de Paris, et meurt en 1830. Hippolyte Auguste Marinoni commence au bas de l'échelle, comme apprenti. Il obtient son brevet de tourneur-mécanicien en 1837. Il invente une machine à décortiquer le riz et le coton.
En 1838, il commence à travailler chez le fabricant de machines typographiques Pierre-Alexandre Gaveaux (1782-1844), où il acquiert un savoir-faire. En 1847, Marinoni fabrique sa première presse à deux cylindres – dite « à réaction » –, qui imprime 1 500 feuilles à l'heure. En 1850, il participe à la mise au point de la rotative à bobines et clichés cylindriques de Jacob Worms, un immigré allemand qui fait des essais depuis 1835 avec des machines utilisant des bobines et des clichés cintrés stéréo. Les rotatives de Worms, les premières réalisées en France, mais aussi dans le monde avec « cliché stéréo », ne furent jamais commercialisées.
Marinoni crée sa propre entreprise de constructeur en 1847, et met au point, entre autres, une machine lithographique. En 1866, il dépose des brevets pour une presse rotative à retiration et une presse à cylindre à six margeurs, la « presse rotative à plieuse ». En 1872, il fournit au journal La Liberté la première rotative de la presse française, puis il en installe cinq au Petit Journal, quotidien dans lequel il prend des parts, quand la famille Millaud doit s'en retirer. Avec Émile de Girardin et deux autres partenaires (Gibiat et Jenty), il prend peu à peu le contrôle de ce groupe de presse.
En 1882, succédant à Émile Girardin, il prend la tête du Petit Journal dont il fait un journal de référence, ajoutant à ses qualités d'inventeur et de mécanicien celles d'un véritable « patron de presse ». Pressentant l'importance de la couleur, il fabrique en 1889 une rotative couleurs. Du Supplément du dimanche du Petit Journal, lancé en 1884 et devenu Supplément littéraire, il fait, à partir du numéro du 29 novembre 1890, un Supplément illustré affichant en première et dernière pages, et en couleur, non seulement les images de grands événements, mais aussi celles d'accidents, de crimes et drames divers, caractéristiques de la « presse à sensation ».
Ami d'Étienne Lenoir, il l'a aidé à réaliser son moteur à allumage commandé au gaz (1860)[réf. nécessaire].
La société Marinoni continue ses activités bien après la mort de son fondateur. Les « presses Marinoni » (feuilles et bobines, avec procédé offset) ont équipé des centaines d'imprimeries en France. En 1921, elle fusionne avec les ateliers Voirin situés à Montataire (Oise), qui entre 1920 et 1926, font l’objet d’un programme d’extension et de transformation confié aux architectes Auguste et Gustave Perret mais subissent les bombardements aériens de 1944. En 1963, l'entreprise entre dans le groupe américain Harris Graphics, racheté en 1986 par AM International, puis le groupe Heidelberg. Elle appartient ensuite au groupe Goss International, qui décembre 2015 supprime de nombreux emplois.
Hippolyte Marinoni a été le premier maire de Beaulieu-sur-Mer, du 27 septembre au 15 octobre 1891, soit 19 jours. Il est inhumé dans la 7e division du cimetière de Passy à Paris.

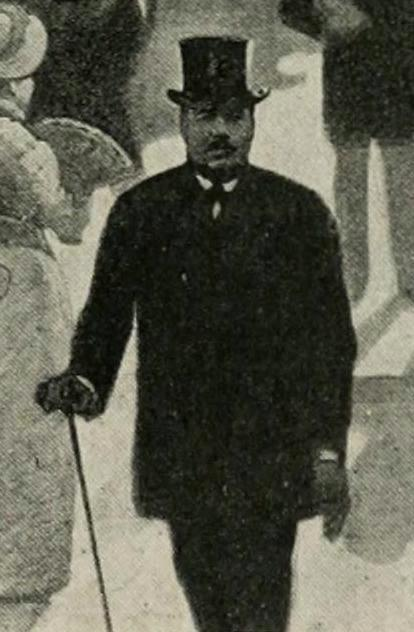
D'après Charles Castellani, 1889

Marié avec Anne Henriette Antoinette Duché puis avec Marie Thérèse Payen, il est le beau-père de Désiré Cassigneul et de Jules Michaud.